# Wentzville
Wentzville és una població dels Estats Units a l'estat de Missouri. Segons el cens del 2009 tenia 28.768 habitants.

## Demografia
Segons el cens del 2000, Wentzville tenia 13.931 habitants, 2.456 habitatges, i 1.846 famílies. La densitat de població era de 184,9 habitants per km².
Dels 2.456 habitatges en un 43,5% hi vivien nens de menys de 18 anys, en un 54,5% hi vivien parelles casades, en un 17,1% dones solteres, i en un 24,8% no eren unitats familiars. En el 20,7% dels habitatges hi vivien persones soles el 9,1% de les quals corresponia a persones de 65 anys o més que vivien soles. El nombre mitjà de persones vivint en cada habitatge era de 2,76 i el nombre mitjà de persones que vivien en cada família era de 3,2.
Per edats la població es repartia de la següent manera: un 31,8% tenia menys de 18 anys, un 9,2% entre 18 i 24, un 30,7% entre 25 i 44, un 17,4% de 45 a 60 i un 10,8% 65 anys o més.
L'edat mediana era de 31 anys. Per cada 100 dones de 18 o més anys hi havia 82,5 homes.
La renda mediana per habitatge era de 47.232 $ i la renda mediana per família de 53.082 $. Els homes tenien una renda mediana de 38.423 $ mentre que les dones 25.852 $. La renda per capita de la població era de 18.039 $. Entorn del 10,1% de les famílies i l'11,6% de la població estaven per davall del llindar de pobresa.

## Poblacions més properes
El següent diagrama mostra les poblacions més properes.